# Asilaris quadrifasciatus
Asilaris quadrifasciatus är en skalbaggsart som först beskrevs av Schwarzer 1931.  Asilaris quadrifasciatus ingår i släktet Asilaris och familjen långhorningar.
Artens utbredningsområde är Filippinerna. Inga underarter finns listade.